# Darmós
Darmós es una localidad de España perteneciente al municipio de Tivisa, provincia de Tarragona. En 2016 contaba con una población de 125 habitantes. Pertenece a la comarca de la Ribera del Ebro, se encuentra situado a 10 km al noroeste de Tivisa.

## Patrimonio
Cuenta con una iglesia dedicada a San Miguel construida en 1776.